# Desiderata (editora)
Desiderata é  uma editora brasileira fundada e 2006 e adquirida pela Ediouro Publicações em 2008.

## Histórias em quadrinhos
Desde sua fundação, a editora publicava apenas histórias em quadrinhos brasileiras, após ser comprada pela Ediouro, a editora passou a publicar também títulos de outros países.